# Pieśń Julii
Pieśń Julii – singel polskiej piosenkarki popowej Edyty Górniak. Utwór promował plenerową trasę wokalistki po Polsce, o nazwie Julia. Trasa miała na celu promocję słuchowiska radiowego RMF FM Romeo i Julia, w którym artystka występowała wspólnie z Maciejem Stuhrem.
„Pieśń Julii” jest polską wersją tematu muzycznego filmu Romeo i Julia z 1968 roku. Muzykę skomponował Nino Rota, zaaranżował Adam Sztaba, zaś tekst polski napisał Bronisław Maj.
Powstały dwie wersje utworu, różniące się wokalem oraz długością trwania.

## Lista utworów
1. „Pieśń Julii” – 2:28[1][4]